# غونتر شنايدر
غونتر شنايدر هو مجدف سويسري، ولد في 23 سبتمبر 1963.

## وصلات خارجية
- غونتر شنايدر على موقع الاتحاد الدولي للتجديف (الإنجليزية)
- غونتر شنايدر على موقع أوليمبيديا (الإنجليزية)